# مجموعه هفت کلیسای صومعه
مجموعه هفت کلیسای صومعه (به لاتین: Seven Church monastery complex) یکی از قدیمی‌ترین صومعه‌های مسیحی در جمهوری آذربایجان و قفقاز است که در شهرستان قاخ، در نزدیکی روستای لکیت کتوکلو واقع شده‌است.